# Xenyllogastrura
Genre
Xenyllogastrura est un genre de collemboles de la famille des Hypogastruridae.

## Liste des espèces
Selon Checklist of the Collembola of the World (version du 19 novembre 2019) :
- Xenyllogastrura affinis (Steiner, 1955)
- Xenyllogastrura afurcata Deharveng & Gers, 1979
- Xenyllogastrura arenaria Fjellberg, 1992
- Xenyllogastrura octoculata (Steiner, 1955)
- Xenyllogastrura pruvoti Denis, 1932
- Xenyllogastrura reducta Fjellberg, 1992
- Xenyllogastrura steineri Jordana & Arbea, 1992
- Xenyllogastrura venezueliensis Thibaud & Diaz, 1998

## Publication originale
- Denis, 1932 : Sur la faune française des Apterygotes. XII. Archives de Zoologie Expérimentale et Générale Paris, vol. 74, p. 357-383.